# Caleb Jones (giocatore di football americano)
Caleb Jones (Indianapolis, 10 febbraio 1999) è un giocatore di football americano statunitense che milita nel ruolo di offensive tackle per i Green Bay Packers della National Football League (NFL).

## Carriera
Dopo non essere stato scelto nel Draft NFL 2022, Jones firmò con i Green Bay Packers. Fu svincolato alla fine del training camp, rifimando poi con la squadra di allenamento. Il 13 settembre 2022 fu promosso nel roster attivo. Il 1º ottobre 2022 fu inserito nella lista degli infortuni non legati al football, venendo riattivato il 14 dicembre. La sua stagione si annata senza mai scendere in campo. L’anno successivo riuscì a entrare nel roster all’inizio della stagione regolare, chiudendo con una presenza da subentrato.